# Wolfauslassen
Das Wolfauslassen, oder in einigen Orten auch Wolfausläuten genannt, ist ein alter Volksbrauch im Bayerischen Wald. Ein etwas älterer, nicht mehr so oft verwendeter Begriff ist das  Wolfaustreiben.

## Ursprung
Der Brauch stammt aus der Zeit, als Hirten das Vieh auf den Bergweiden und Wiesen des Bayerischen Waldes vor Bären und Wölfen schützen mussten. Wenn das Vieh im Herbst zu Tale gebracht war, wurde der Wolf ausgelassen, so dass er sich wieder überall (auch auf den Viehweiden) bewegen konnte. Im Frühjahr, bevor das Vieh wieder auf die Bergweiden getrieben wurde, wird der Wolf ausgeläutet (von den Berg-Viehweiden vertrieben). Das alles geschieht mit viel Lärm und  Glockengeläut. Durchgeführt wird das von den Jugendlichen des Dorfes. Zusätzlich hängte man den Kühen Glocken um den Hals. Deren Geläut vertrieb das wilde Getier, und man konnte verlorene Tiere besser wiederfinden. Zusätzlich schlug der Hirte von Zeit zu Zeit mit seiner Goaßl (eine Art Peitsche), die einen ohrenbetäubenden Knall verursachte. Am Ende des Hirtenjahres (von März bis Anfang November) trieb der Hirte das Vieh in die heimischen Ställe und forderte von den Bauern seinen Jahreslohn. Um ihren Forderungen Ausdruck zu verleihen und um sich über das gelungene Hirtenjahr zu freuen, schnallten sich die Hirten selbst die Glocken um und schlugen mit ihren Goaßln.

## Heutiges Brauchtum
Auch heute treffen sich Jahr für Jahr am Abend vor Martini (11. November) die Jugendlichen des Dorfes oder der Gemeinde, um diesen Brauch zu pflegen. Dazu schnallen sie sich die 20–90 cm großen und bis zu 35 kg schweren Glocken um die Hüfte oder um die Schultern und ziehen in Reih und Glied von Haus zu Haus. Die ursprünglich gebräuchlichen kleinen Kuhglocken wurden durch den Konkurrenzkampf der einzelnen Gruppen im Laufe der Jahre durch immer größere und lautere Glocken ersetzt. Den Anführer der Gruppe nennt man den Hi(a)rta, die gesamte Gruppe heißt Wolf. Der Wolf marschiert hinter seinem Hirten her von Haus zu Haus. Vor jeder Haustür wird kräftig geläutet, bis der Hausherr die Tür öffnet. Dann hebt der Hirte seinen Stock und gibt damit den Befehl zum Aufhören des Geläutes. Jeder muss jetzt ganz still sein, denn der Hirte sagt nun seinen Hirtenspruch auf (einer dieser Hirtensprüche, die von Ort zu Ort und selbst von Familie zu Familie unterschiedlich sein können, ist weiter unten zu finden). Nach dem Spruch wird wieder geläutet, und der Hausherr gibt dem Hirten das Hirtengeld. Sind alle Häuser abgegangen, begibt man sich ins Dorfwirtshaus, um dort bei einer Maß Bier bis in die frühen Morgenstunden zu läuten.
Das Brauchtum des Wolfauslassens wird noch in mehreren Orten insbesondere des Mittleren Bayerischen Waldes gepflegt. Das größte Treffen dieser Art findet in Rinchnach statt. In Arnbruck, Grafling, Kaikenried und Drachselsried nennt sich der Brauch Wolfausläuten; der Begriff bezieht sich dann auf das Hinausläuten des Wolfes, während beim Wolfauslassen gemeint ist, dass der Wolf im Winter wieder auf die Weide darf, da kein Vieh mehr in Gefahr ist.
Hirtenspruch (im niederbayerischen Dialekt)
Kimmt da Hirt mit seiner Giart;

hod des Johr mid Freid ausghiart;

27 bis 28 Wocha is a lange Zeit;

hana me scha sakrisch af Martini g’freid;

bine g’sprunga über Distln und Dorn;

hods me scha sakrisch ind Zehan gfroan;

kime hoam, steht a griachal blaue Suppm am Disch;

sogtda wos von am bessan Essen;

haud da Bairin oane ei in’d Fressn;

sogt da wos vo am druckan Ko;

haut na da Bauer oane afe afs Loh;

Geh Bairin mogst ned schnai einespringa,

und a Zwiemakl usabringa,

geh, a Zwiemakl is na ned gnua,

duast na a Sackl Epfe dazua,

Drum haue heid mein Stock am Disch,

dasts wissts das heid Martini is!
Ruf des Hirten zur Gruppe (Wolf):
Hirte: Buama?

Gruppe: Jo!

Hirte: Seid’s oizam do?

Gruppe: Jo!

Hirte: Geht koana mehr oh?

Gruppe: Na!

Hirte: Riegelt’s engg!
Version Rohrmünz (im niederbayerischen Dialekt)
Iatz kimmt da Hirt mit seina Girt;

er hod dös Johr scho fleißig ausghirt.

Iatz werdn’s scho boid siebnazwanz’g Wocha,

möcht ma aa scho boid Feierab’nd mocha.

Siebnazwanz’g Wocha is a lange Zeit,

hab’n uns scho lang auf Martini g’freit.

Da Hirt muaß renna durch Regn und durch Wind,

dass eam s’ Wassa über’n Oasch oberrinnt.

Da Hirt muaß renna durch Distln und Dearn,

dass er narrisch möcht werd’n.

Wenn er hoamkimmt hot er a kearbraune Suppn in da Rean,

dö muaß er se aa no begehrn.

Wenn er ebb’s sogt um a druggas Koh,

haun’s eam oane auffe auf’s Loh.

Dö Bauern, dö Schlankerln, woll’n koa Wies und koa Reh ei’zäun,

wenn eana a Stückl ei’kimmt möchtn’s aa no a weng krain.

Mit’m Messer dastocha, mit’m Sack dahaut,

is aaf Martini an Hirta sei Brauch.

Iatz wird da Bauer in d’Kammer springa,

wird an Zwanzga bringa.

Mit am Zwanzga habn ma ned gnua,

möcht ma no a schwarz Stückl Brot dazua!
Es gibt viele verschiedene lokale Varianten des Hirtenspruchs.

## Glocken und Goaßln
Man unterscheidet grundsätzlich zwischen den normalen Wolfauslasser-Glocken, die eine rechteckige, gerade zulaufende Grundform besitzen und den Froschmäulern, klassischen runden Kuhglocken, wie sie auch im Alpenraum bei Kühen Verwendung finden, wenngleich die beim Wolfausläuten verwendeten Glocken oft weitaus größer sind.
Neben neuen Glocken werden auch alte, beinahe historische Glocken, die von Generation zu Generation weitergegeben wurden, immer noch beim Wolfauslassen benutzt.
Die Glocken werden nach Größe unterschieden, so ist eine 35er eine Glocke mit Höhe 35 cm. Von 20 cm bis 90 cm werden (in 5er bzw. 10er-Schritten unterschieden) alle Größen verwendet, wobei die kleineren Glocken mehr von den Jüngeren benutzt werden. Durch die verschiedenen Größen ergeben sich auch unterschiedliche Tonlagen.
Früher wurden die Glocken geschmiedet (z. B. aus Messing), heutzutage aus Blech geschnitten und zu der Form zusammengebogen, anschließend entweder galvanisiert oder lackiert. Nur der Klöppel wird noch geschmiedet.
Die Riemen bestehen aus Leder, je nach Glockengröße werden Breiten zwischen 5 cm und 12 cm verarbeitet, durch eine Schnalle ist ein Öffnen bzw. eine Längenveränderung möglich. Neben schlichten Lederriemen gibt es auch reich verzierte mit eingeflochtenen bunten Bändern.
Froschmaul-Glocken werden nur in einigen wenigen Orten geläutet, meistens zusammen mit normalen Wolfausläuter-Glocken. Dort hat sich oft eine ausgefeilte Choreographie entwickelt, um die Klangfarben der unterschiedlichen Glockenformen zur Geltung zu bringen.
Die Trageweise der Glocken-Riemen ist unterschiedlich. Während im Viechtacher Raum die Schultertrageweise vorherrscht, werden die Glocken im Regener Raum um die Hüfte geschnallt, dementsprechend variieren die Riemenlängen nicht nur anhand der Glockengröße, sondern auch anhand der Trageweise.
Die Goaßln (Peitschen) bestehen aus einem runden als Griff dienenden Holzstock, an dem die Stricke befestigt werden. Die Stricke werden miteinander verflochten, an der Spitze wird ein kurzes schmales Lederstück befestigt, das für den lauten Knall sorgt.